# Irenäus Eibl-Eibesfeldt
Irenäus Eibl-Eibesfeldt (Vienna, 15 giugno 1928 – Starnberg, 2 giugno 2018) è stato un etologo austriaco, tra i fondatori dell'etologia umana.

## Biografia
Gli venne dato il nome Irenäus (dal greco Eirene, che significa pace) dai genitori che speravano nella pace per le future generazioni. Sua madre Maria von Hauninger era una storica dell'arte. Visse la sua infanzia a Kierling, un piccolo paese della Bassa Austria. Nel 1939 la sua famiglia si trasferì a Vienna. Dal 1945-1949 ha studiato alla facoltà di Scienze Biologiche dell'Università di Vienna specializzandosi in zoologia e botanica. Dal 1946 al 1948 divenne ricercatore associato alla Biologischen Station Wilhelminenberg nei pressi di Vienna e nel 1949  divenne ricercatore associato presso l'Institut für Verhaltensforschung di Altenberg, vicino a Vienna, alle dipendenze di Konrad Lorenz.
Dal 1951 al 1969 ha lavorato al Max-Planck-Institut für Verhaltensphysiologie.
Nel 1953 e nel 1957 accompagnò Hans Hass nei suoi viaggi nei Caraibi e alle Isole Galápagos.
Queste escursioni diedero spunto alle sue ricerche sul comportamento umano in società ed in particolare alle ricerche sul comportamento umano innato.
Durante successive escursioni in Africa, Sudamerica e Asia orientale condusse ricerche sulla mimica delle diverse etnie, così come sui caratteri universali della mimica, cioè sui caratteri che si presume siano innati; i sentimenti coinvolti nelle sue indagini spaziano dalla rabbia al lutto, allo stupore, alla gioia, all'imbarazzo, alla mimica del saluto (si veda: saluto visivo). Dalle sue osservazioni nacque una nuova disciplina: l'etologia umana.
Nel 1963 insegnò come "privatdozent" all'Università di Monaco di Baviera, e nel 1969 fu nominato professore. 
Nel 1970 divenne Professore di zoologia all'Università di Monaco di Baviera. Dal 1975 è a capo del Max-Planck-Institut für Verhaltensphysiologie, dipartimento di etologia umana a Andechs.
Dal 1992 è direttore onorario del Ludwig-Boltzmann-Institute for Urban Ethology a Vienna. 
Nel 2005 ha ricevuto la laurea honoris causa in psicologia dall'Università di Bologna.
Irenäus Eibl-Eibesfeldt fu allievo di Konrad Lorenz e fu artefice con Ilse Prechtl e Wolfgang Schleidt di quella che fu la Max-Planck-Forschungsstelle (posizione di ricerca) per le scienze interrelazionali comparative a Buldern, Vestfalia che divenne in seguito (dal 1956) la Max-Planck-Institut per la psicologia del comportamento a Seewiesen, Baviera.
L'istituto svolge ricerca nel campo dell'etologia e dell'etologia umana, studiando le caratteristiche dei comportamenti animale-uomo, innati ed appresi, ed i caratteri universali del comportamento umano. È autore di un ricco numero di libri e pubblicazioni, oltre ad essere fondatore dell'etologia umana, come campo di ricerca a sé stante.

## Lavori
- Galápagos: Die Arche Noah im Pazifik, Lipsia 1966
- Grundriß der vergleichenden Verhaltensforschung, Monaco 1967
- Im Reich der tausend Atolle: Als Tierpsychologe in den Korallenriffen der Malediven und Nikobaren, Lipsia 1966
- Die !Ko-Buschmanngesellschaft. Gruppenbindung und Aggressionskontrolle, Colonia 1972
- Liebe und Haß: Zur Naturgeschichte elementarer Verhaltensweise, Monaco 1970
- Der vorprogrammierte Mensch. Das Ererbte als bestimmender Faktor im menschlichen Verhalten. Molden, Vienna-Zurigo-Monaco 1973.
- Krieg und Frieden aus der Sicht der Verhaltensforschung, Monaco 1975
- Menschenforschung auf neuen Wegen: Die naturwissenschaftliche Betrachtung kultureller Verhaltensweisen, Vienna 1976
- Die Biologie des menschlichen Verhaltens. Grundriß der Humanethologie, Monaco 1984/1995
- Der Mensch, das riskierte Wesen, Monaco 1988
- Und grün des Lebens goldner Baum, Colonia 1992
- Wider die Mißtrauensgesellschaft. Streitschrift für eine bessere Zukunft, Monaco 1994
- In der Falle des Kurzzeitsdenkens, Monaco 1998